# ديبورا ك. جونز
ديبورا ك. جونز (بالإنجليزية: Deborah K. Jones)‏ هي دبلوماسية أمريكية، ولدت في 1956.

## وصلات خارجية
- ديبورا ك. جونز على موقع إن إن دي بي (الإنجليزية)